# Michel de Pure
Michel de Pure (* 19. November 1620 in Lyon; † März 1680 in Paris) war ein französischer Schriftsteller.

## Leben und Werk
Michel de Pure (auch: Abbé de Pure), Sohn einer reichen Lyoner Familie, war schon mit 14 Jahren Kanoniker und wurde in Paris zum Doktor der Theologie promoviert. Ab 1653 war er Almosenier des Königs. Er trat mit Biographien (teils auf Latein) und Übersetzungen hervor, mit lateinischer Lyrik, mit einem Theaterstück, vornehmlich aber mit zwei Romanen. Der Roman La Précieuse schilderte die Salonkultur der Preziosität, die sich unter anderem gegen die Ehetyrannei wandte. Der Roman Epigone war das frühe Beispiel einer Alternativweltgeschichte (Uchronie).

## Werke

### Biographie
- Vita Alphonsi-Ludovici Plessaei Richelii, S. R. E. presbyteri Cardinalis. A. Vitré, 1653.
- Vita eminentissimi cardinalis Arm.-Joan. Plessei Richelii, vitae et fortunae exordia ab ann. rep. F. 1585 ad ann. 1619. Lesselin, 1656.
- La Vie du Mareschal de Gassion. 4 Bde. Luyne, 1673. 1696.
- (Übersetzer) La Vie de Léon Dixième, Pape, Écrite en Latin par Paul Jove, Evesque de Nocera. Jean Couterot, 1674.

### Roman
- La Prétieuse ou le mystère des ruelles. Hrsg. Émile Magne. 2 Bde. Droz, 1938–1939.
- La Précieuse ou Le Mystère de la Ruelle [1656–1660]. Hrsg. Myriam Dufour-Maître. Honoré Champion, Paris 2010.
- Épigone, histoire du siècle futur [1659]. Hrsg. Lise Leibacher-Ouvrard und Daniel Maher. P. U. de Laval, Québéc 2005. Hermann, Paris 2015.

### Theater und Theatertheorie
- Ostorius, tragédie. G. de Luyne, 1659.
- Idée des spectacles anciens et nouveaux. Brunet, 1668. Minkoff, Genf 1972.

### Neulateinische Lyrik
- Decameron de pace. Cui accessere epistolae liricae ad varios. Petrum Bienfait, 1660.

### Weitere Übersetzungen
- Quintilian: De L’institution de l’orateur avec les notes historiques & litterales, où les mots barbares, grecs, anciens, & les plus difficiles passages sont expliquez. Pierre Bienfait, 1663. (aus dem Latein)
- Giovan Pietro Maffei: Histoire des Indes orientales et occidentales. Robert de Ninville, 1665. (aus dem Latein)
- Giambattista Birago: Histoire africaine de la division de l’Empire des Arabes, de l’origine et du progrez de la Monarchie des Mahometans dans l’Affrique & dans l’Espagne. Escrite en Italien. Guillaume de Luyne, 1666. (aus dem Italienischen)